# Tales Schütz
Tales Schütz (Porto Alegre, 22 agosto 1981) è un ex calciatore brasiliano, di ruolo attaccante.